# ابن الزيات (حاكم)
ابن الزيات هو والي طرسوس، في الفترة 956 حتى 962، التابع للأمير الحمداني سيف الدولة.

## حياته
عُيِّن في هذا المنصب قبل شهر 7 من سنة 956 بقليل، حيث ورد ذكره لأول مرة على أنه ذاهب لمقابلة سيف الدولة في أضنة، إذ حصل على رداء الشرف.  وفي أواخر عام 961، وبدعم من سكان طرسوس، تخلى عن ولائه للحمدانيين، معترفًا بالخليفة العباسي المطيع لله بدلًا من ذلك. وفي أوائل عام 962، واجه غزو القائد البيزنطي نقفور الثاني لقيليقية، الذي استولى على قلعة عين زربة ونهب الريف القيليقي. حاول ابن الزيات بجيش قوامه 4000 طرسوسي معارضة القائد البيزنطي، لكنه هُزم بخسائر فادحة، قُتِل العديد من الطرسوسيين بما في ذلك شقيق ابن الزيات نفسه، بعد هذه الهزيمة، لجأ أهل طرسوس مرة أخرى إلى سيف الدولة للحماية، إذ رمى ابن الزيات نفسه منتحرًا من نافذة منزله في نهر البردان (شباط 962)، على الرغم من وجود مصدر واحد على الأقل (أفاد مؤرخ القرن الثالث عشر ياقوت) أنه كان حاضرًا عند الاستسلام النهائي لطرسوس إلى نقفور الثاني (والذي عُيِّن إمبراطورًا في هذه الفترة) في عام 965. في ظل الغزو البيزنطي المتزايد لإمارة حلب الحمدانية، سارع سيف الدولة بتعيين رشيق النسيمي، وإرسال جيشه لتحريرها.